# أساتذة الهلاك (كتاب)
أساتذة الهلاك (بالإنجليزية: Masters of  Doom)‏. هو كتاب للمؤلف دايفد كوشنر يروي قصة إد سوفتوير وما ولدته من ثقافة شعبية، ولكنه يركز بشكل كبير على مسيرة كل من جون كارماك وجون روميرو في عالم تطوير ألعاب الحاسوب.

## محتوى الكتاب
يروي الكتاب قصة «جون وجون» منذ نشأتهما، إلى لقاءهم الأول في مؤسسة Softdisk سنة 1989 وكيف قاما بعد ذلك بإنشاء مؤسستهما إد سوفتوير. كما يترض الكتاب إلى تفاصيل إصدارات الشركة الأولى والنجاح الكاسح الذي حققه، ابتداءً من ألعاب Commder Keen وWolfstien 3D، ثم الثورة التي أحدثتها الشركة بإصارها للعبة Doom، التي أدخلتها التاريخ وأعطتها مكانة وسمعة خاصة في عالم ألعاب الفديو. يتحدث الكاتب أيضا عن المشروع الذي جاء بعد ذلك، Quake، وعن عواقب خروج روميرو من الشركة وكيف بدأ مغامرة جديدة مع إنشاءه لشركة Ion Storm، كما يتعرض الكاتب إلى التأثير الذي أحدثته لعبة دووم على فئة محبي ألعاب الحاسوب.

## وصلات خارجية
- موقع الكتاب
- Author David Kushner's Website موقع الكاتب